# Diocèse d'Anagni-Alatri
Le diocèse d'Anagni-Alatri (en latin : Dioecesis Anagnina-Alatrina ; en italien : Diocesi di Anagni-Alatri) est un diocèse de l'Église catholique en Italie sous exemption et appartenant à la région ecclésiastique du Latium. L'évêque est Santo Marcianò (it) depuis 2025.

## Territoire
Le diocèse est à cheval sur deux provinces : la plus grande partie est dans la province de Frosinone, l'autre partie de cette province étant partagé par l'archidiocèse de Gaète et les diocèses de Sora-Cassino-Aquino-Pontecorvo et de Frosinone-Veroli-Ferentino. Une autre petite partie est dans la ville métropolitaine de Rome Capitale dont les autres fractions sont partagés par les sept diocèses suburbicaires (Albano, Frascati, Palestrina, Porto-Santa Rufina, Sabina-Poggio Mirteto, Velletri-Segni et Ostie) et par les diocèses de Tivoli, de Civita Castellana et de Civitavecchia-Tarquinia.
Son territoire a une superficie de 787 km2 divisé en 56 paroisses regroupées en 3 archidiaconés. L'évêché est dans la ville d'Anagni où se trouve la cathédrale de Notre-Dame. La cathédrale saint Paul d'Alatri, qui est cocathédrale depuis la fusion en 1986 des diocèses d'Anagni et d'Alatri, garde les corps du pape Sixte Ier, de saint Alexandre, un martyr romain, et de la bienheureuse Marie Raphaëlle Cimatti (1861-1945), sœur hospitalière de la Miséricorde, ainsi qu'une relique d'un miracle eucharistique survenu à Alatri en 1228.

## Histoire
Le diocèse actuel est le résultat de l'union des diocèses d'Anagni et d'Alatri par le décret Instantibus votis de la congrégation pour les évêques du 30 septembre 1986.

### Diocèse d'Alatri
La proximité de la ville d'Alatri avec Rome suggère que le christianisme est apparu au cours des premiers siècles après le Christ, bien qu'il n'existe aucune preuve de tradition locale concernant son origine apostolique. Le premier évêque connu d’Alatri est Pascasio qui accompagne le pape Vigile à Constantinople à l’occasion du deuxième concile de Constantinople. Il fait partie des signataires de l’acte par lequel le pape, le 14 août 551, prononce la condamnation de Théodore Ascidas, évêque de Césarée de Cappadoce, sa signature se trouve également au bas du Constitutum du pape Vigile de 553, par lequel le pontife s'exprime sur la question des Trois Chapitres. Le nombre d'évêques d'Alatri connus depuis le premier millénaire est relativement faible et la plupart d'entre eux prennent part aux conciles convoqués à Rome par les pontifes. Le premier d'entre eux est Saturnin, qui est présent au concile de Rome de 680 par lequel le pape Agathon condamne le monothélisme.
D'importants sites monastiques témoignent de l'ancienneté de la présence religieuse dans la région d'Alatrino. D'après les lettres de Grégoire Ier (590-604), on peut voir la présence d'un ermitage in Campaniae partibus, fondé par le patricien Libérius au milieu du VIe siècle, que certains auteurs identifient à l'abbaye de Saint Sébastien (it) situé à quelques kilomètres d'Alatri. La fondation d'un monastère bénédictin par saint Dominique de Sora à la fin du Xe siècle près du site où les cisterciens fondent la chartreuse de Trisulti en 1204. À Guarcino, est fondé une des plus anciennes communautés religieuses de la région, le monastère bénédictin de San Luca, qui, au XVIe siècle, se déplace vers le centre d’Alatri.
La translation des reliques du pape saint Sixte Ier dans la cathédrale d'Alatri a lieu en 1132. Ayant perdu leur trace au fil du temps, elles sont redécouvertes en 1584. Le pape Jean-Paul II se rend à Alatri en 1984 lors du 4e centenaire de la découverte des reliques du saint pape. Alatri est également liée au prodigieux événement de 1228, connu sous le nom de miracle eucharistique d’Alatri.
Ignazio Danti, évêque de 1583 à 1586, est cosmographe et mathématicien de renom, membre de la commission chargée de préparer la réforme du calendrier grégorien ; en 1584, il célèbre le premier synode pour mettre en œuvre la réforme souhaitée par le concile de Trente. Après quelques tentatives infructueuses, le séminaire est érigé de manière permanente en 1684 par l'évêque Stefano Ghirardelli (en poste de 1683 à 1708). Une école digne de ce nom est ouverte en 1729 par les piaristes présents à Alatri jusqu’en 1970. Au début du XIXe siècle, en raison de son opposition lors de l'occupation française, l'évêque Giuseppe della Casa (1802-1818) est déporté en France. Au moment de l'union complète avec Anagni en 1986, le diocèse comprend les municipalités d'Alatri, Collepardo, Fumone, Guarcino, Torre Cajetani, Trivigliano et Vico nel Lazio.

### Diocèse d'Anagni
Les preuves archéologiques montrent une présence chrétienne organisée sur le territoire d'Anagni au moins à partir du IVe siècle. Le diocèse d'Anagni est attesté pour la première fois la seconde moitié du Ve siècle par la présence de l'évêque Félix au concile de Latran de 487 organisé par le pape Félix III. Son successeur est Fortunat, qui prend part aux conciles de 501 et 502 organisé par le pape Symmaque. Au Haut Moyen Âge, Anagni réintègre l'héritage pontifical et les papes donnent à ses évêques une considération particulière. Zaccaria d'Anagni est légat pontifical du pape Nicolas Ier lors du concile Prime-second de 861 qui statue à Constantinople sur la validité de l'élection de Photios au patriarcat. En 896, l'évêque Étienne d'Anagni devient pape sous le nom d'Étienne VI. Alors que le pape Alexandre II est présent à Anagni, Pierre d'Anagni (it) est élu évêque et sera canonisé en 1110 ; il fait reconstruire l'ancienne cathédrale d'Anagni. En 1088, le pape Urbain II supprime le diocèse de Trevi nel Lazio (it) et incorpore son territoire à celui d'Anagni.
Aux XIIe  et  XIIIe siècle, Anagni reçoit ou devient la patrie de pontifes romains. Adrien IV y meurt en 1159 et Lucius III y réside plusieurs fois. Le pape Alexandre III se réfugie à Anagni pour fuir Frédéric Barberousse et c'est dans la cathédrale d'Anagni qu'en 1160, il excommunie Frédéric Barbarossa et l'antipape Victor IV ; le même pontife d'Anagni canonise Bernard de Clairvaux en 1174, et consacre la cathédrale en 1179. Plusieurs autres papes ont des liens étroits avec Anagni : Innocent III ; Grégoire IX, chanoine de la cathédrale, place le diocèse sous contrôle immédiat du Saint-Siège ; Innocent IV, élu pape dans le palais des chanoines d'Anagni ; Alexandre IV, également membre du chapitre de chanoines, qu'il récompense en élevant ses membres à 24, et qui canonise sainte Claire d'Assise dans la crypte de la cathédrale ; et enfin Boniface VIII, connu pour l'épisode passé dans l'histoire sous le nom d'Attentat d'Anagni. Tous ces papes élargissent les bénéfices de l’église et de la cathédrale d’Anagni. Lors de son évasion, Thomas Becket est reçu par les chanoines d'Anagni et une chapelle en son honneur est ensuite érigée dans la cathédrale à la demande de Henri II d'Angleterre qui devint ensuite le lieu de sépulture des chanoines.
Au XVIe siècle, plusieurs cardinaux se succèdent sur le siège d'Anagni. Dans la seconde moitié du siècle, les évêques commencent à appliquer les réformes du concile de Trente. Gaspare Viviani (1579-1605) célèbre le premier synode diocésain et effectue sa première visite ad limina à Rome. Son successeur Antonio Seneca (1607-1626) fonde le séminaire en 1608. Au XVIIe siècle, les problèmes de juridiction entre divers diocèses et la puissante abbaye territoriale de Subiaco sont résolus grâce à une série de transactions approuvées par les papes ; en 1639, le diocèse d'Anagni cède les territoires de Jenne et de Trevi à l'abbaye, sur laquelle Subiaco a une juridiction autonome et souveraine ; cette transaction est approuvée par le pape Urbain VIII le 21 juillet 1639. À la fin de l'occupation française, Gioacchino Tosi (1804-1815) est suspendu de ses fonctions et contraint de démissionner pour avoir prêté serment de fidélité à l'Empire ; le diocèse reste vacant pendant plus de vingt ans, pendant lesquels il est dirigé par des administrateurs apostoliques.
En 1897, le pape Léon XIII, originaire du diocèse, fonde le collège pontifical léonien (it) et en confie la responsabilité à la compagnie de Jésus, qui en assure la direction jusqu'en 1984. Avec Pie X, il devient séminaire pour la formation des prêtres des diocèses du Latium. Depuis 1931, c'est le séminaire pour le sud du Latium et les diocèses suburbicaires.

### Diocèse d'Anagni-Alatri
Le 30 novembre 1972, Vittorio Ottaviani, déjà évêque d'Alatri, est également nommé évêque d'Anagni unissant ainsi les deux diocèses in persona episcopi ; la même union continue avec l'évêque suivant, Umberto Florenzani. Jean-Paul II fait une visite pastorale dans la ville d'Alatri le 2 septembre 1984, puis une autre dans la ville d'Anagni le 31 août 1986.
Le 30 septembre 1986, en vertu du décret Instantibus votis de la Congrégation pour les évêques, les deux sièges sont pleinement unis et la nouvelle circonscription prend le nom actuel de diocèse d'Anagni-Alatri. En 2002, le diocèse s'étend au territoire des paroisses de la municipalité de Trevi, dans le Latium, qui appartenait auparavant à l'abbaye territoriale de Subiaco.

## Sources
- Catholic-Hierarchy

- (it) Cet article est partiellement ou en totalité issu de l’article de Wikipédia en italien intitulé « Diocesi di Anagni-Alatri » (voir la liste des auteurs).

### Articles liés
- Liste des diocèses et archidiocèses d'Italie
- Église catholique en Italie